# Вихман, Леонид Абрамович
Вихман Леонид Абрамович (род. 23 июня 1919 или 13 марта 1919, Гомель, Могилёвская губерния) — советский морской офицер, в годы Великой Отечественной войны — партизан Крыма, командир 7-й бригады Южного соединения. Его бригада спасла от уничтожения в ходе отступления немецко-румынских войск подвалы Массандровского винзавода и многие дворцы Южного берега Крыма. Награждён правительственными орденами и медалями. Почётный гражданин Ялты.

## Биография
Родился 23 июня 1919 году в Белорусской ССР, в Гомельской области, в городе Гомеле в еврейской семье. В 1937 году окончил среднюю школу № 1 города Джанкоя. В РККА с 1939 года, был призван Советским РВК города Москвы. Окончил в 1941 году Каспийское высшее военно-морское училище в Баку. В 1941 годах младший лейтенант Вихман оборонял Севастополь на дальних рубежах под Бромзаводом и на Ишуньских позициях в составе 3-го батальона 7-й отдельной бригады морской пехоты в должности командира взвода, потом в партизанском отряде.

### В партизанах Крыма
Командир боевой разведывательной и диверсионной группы 7 отряда 3-го партизанского района. В её состав входили моряки-черноморцы и красноармейцы, которые не прорвались в окруженный Севастополь. В партизанах вступает в ряды ВКП(б). Приказом по ЧГВ Закавказского фронта от 24 октября 1942 года награжден орденом Красного знамени. Л. А. Вихман стал заместителем командира 1-й партизанской бригады Ф. И. Федоренко, затем командиром 7-й партизанской бригады (комиссар Сытников Ю. И.), образованной в 1943 году путем разделения 6-й бригады. Она воевала в составе Южного соединения партизан Крыма (командир М. А. Македонский, комиссар М. В. Селимов). На счету бригады Вихмана только в апреле 1944 года — спасение подвалов Массандровского винзавода, Алупкинского и Ливадийского дворцов, блокирование для врага нижней дороги ЮБК. Очистив их 15 апреля от вражеских подрывников и поджигателей, 16 апреля партизаны 7-й бригады удерживали их до подхода Красной армии.
Войскам, участвовавшим в освобождении Ялты, приказом Верховного Главнокомандующего И. В. Сталина от 16 апреля 1944 года объявлена благодарность и в столице СССР городе Москве дан салют 12-ю артиллерийскими залпами из 124 орудий.

### После Великой Отечественной войны
В 1950-е годы Леонид Абрамович переезжает на Колыму, где работал в системе рабочего снабжения в Ягодном, в 1956 году переводится в Магадан в областную контору Управления рабочего снабжения. Бывший капитан-лейтенант занимался обеспечением жителей полярных поселков потребительскими товарами. Вел большую военно-патриотическую работу среди молодежи и школьников.

В освобождённом Симферополе, фото Запорожского И. Н.

Л. А. Вихман входил в правление магаданского совета ветеранов войны и труда. Был заместителем председателя областного совета ветеранов войны и труда (1994). Организовал создание Галереи боевой славы во Дворце культуры профсоюзов, руководил редколлегией Магаданской областной Книги Памяти. Он был инициатором создания сквера Победы, в котором увековечена память призывников Колымы и Чукотки, погибших в боях в 1941—1945 годов.
Неоднократно бывал на встречах ветеранов-партизан Крыма. Сотрудничал с народным музеем Ичкинского партизанского отряда, его основателем, партизаном Н. И. Олейниковым и его комсомольцами-поисковиками.
С 2000-х годов проживал в городе Москве.

## Награды
Награждён правительственными наградами. Орден Красного Знамени (1942), орден Отечественной войны 2 степени (1985); медаль «За оборону Севастополя»; медаль «Партизану Отечественной войны» 1 степени. Почётный гражданин города Ялта.
Почётная грамота Президиума Верховной Рады Автономной Республики Крым (1999).

## Память
Запечатлён в апреле 1944 года на одной из известнейших фотографий военного корреспондента А. Межуева «Моряки-катерники встречают партизан Крыма на молу Ялтинского порта». Это фото, хотя и было постановочным, очень ярко отражало настроение краснофлотцев, которые, уходя из Крыма в 1942, клялись в него вернуться. Оно использовано во многих изданиях по истории Черноморского флота.
В голодном 1942 году Вихман был участником продопераций, от которых зависела жизнь ослабших товарищей. Вспоминает Ф. И. Федоренко:

«В целях добычи продовольствия мы с Вихманом предприняли налет двумя боевыми группами на гарнизон Улу-Сала. Но вернулись ни с чем. В свете десятков ракет в нас стреляли из каждого дома.»
Боевые подвиги Л. А. Вихмана неоднократно упоминаются в книге мемуаров И. З. Вергасова «Крымские тетради». В ходе прочёса в 1942 году он и его группа добыли карты противника.

«Вторая волна карателей накатывалась ощутимее. Когда солнце поднялось уже над Чатыр-Дагом, к Северскому приполз Леонид Вихман. В руках полевая сумка.
— Важные документы! — тяжело переводя дыхание, сказал моряк и тут же уснул.
— Видать, досталось, — сказал Северский и стал извлекать содержимое сумки.
В ней, в числе других ценных бумаг, была обнаружена карта генерального „прочеса“ заповедника. С немецкой пунктуальностью были расписаны пути всех батальонов, назначено время их появления в том или ином пункте.»

## Семья
Жена — Ася Кубатовна Сеидова, преподавала английский язык, была директором первой магаданской школы в 1953—1967 годах. Дочь Елена Леонидовна Вихман.